# Джордж Альхассан
Джордж Альхассан (англ. George Alhassan, нар. 11 листопада 1955) — ганський футболіст, що грав на позиції нападника, зокрема за національну збірну Гани, у складі якої — дворазовий володар Кубка африканських націй.

## Клубна кар'єра
У дорослому футболі дебютував 1977 року виступами за команду «Аккра Грейт Олімпікс», в якій провів п'ять сезонів.
Згодом з 1982 по 1984 рік грав у габонській команді «105 Лібревіль» та в корейському «Хьонде Хорані».
1985 року повернувся на батьківщину до «Аккра Грейт Олімпікс», за який виступав до 1990 року.
Завершив ігрову кар'єру у третьому дивізіоні чемпіонату Бельгії, де протягом 1990—1992 років грав за «Берхем».

## Виступи за збірну
Грав за національну збірну Гани.
У її складі став володарем Кубка африканських націй 1978. На наступній континентальній першості, що проходила 1982 року в Лівії, допоміг ганцям захистити чемпіонський титул, а сам із чотирма забитими голами став найкращим бомбардиром турніру. Згодом також був учасником Кубка африканських націй 1984 року.

## Титули і досягнення

### Командні
- Володар Кубка африканських націй (2):

1978, 1982

### Особисті
- Найкращий бомбардир Кубка африканських націй (1):

1982 (4 голи)